# Osmia albiventris
Osmia albiventris är en biart som beskrevs av Cresson 1864. Osmia albiventris ingår i släktet murarbin, och familjen buksamlarbin. Inga underarter finns listade i Catalogue of Life.